# Savigniorrhipis acoreensis
Savigniorrhipis acoreensis är en spindelart som beskrevs av Jörg Wunderlich 1992. Savigniorrhipis acoreensis ingår i släktet Savigniorrhipis och familjen täckvävarspindlar. Inga underarter finns listade i Catalogue of Life.